# Catch wrestling
Catch wrestling (lit. luta de captura ou luta de agarrar) ou também Catch-as-catch-can (lit. agarre quando puder agarrar), conhecido no Brasil no início do Século XX como Luta livre americana, é um estilo de luta tradicional que se desenvolveu e popularizou no final do século XIX pelos lutadores do carnaval itinerante, que tem incorporado submission holds, ou "hooks", em sua luta para aumentar sua eficácia contra os seus adversários.
O catch wrestling deriva de vários estilos diferentes, o estilo inglês de wrestling de Lancashire (catch-as-catch-can), o collar-and-elbow irlandês, a luta greco-romana, os estilos do subcontinente indiano como o pehlwani, e os estilos iranianos como o varzesh-e pahlavani.
A formação de alguns lutadores modernos de submission wrestling e artes marciais misturadas é fundamentada no catch wrestling. A luta livre profissional (Também conhecido como Pro Wrestling) começou com lutas de Catch até que elementos de artes cénicas foram introduzidas, transformando o esporte em um espetáculo com lutas pré-determinadas. Enquanto o catch wrestling amador se tornou um esporte olímpico, ao remover golpes perigosos e adicionar regras competitivas adaptadas do wrestling greco-romana, se tornando a Luta livre olímpica.
No Brasil, o maior lutador de Catch foi Euclydes "Tatu" Hatem, que depois de aprender catch em uma ACM no Rio de Janeiro, desenvolveu a partir do catch um sistema de luta próprio chamado luta livre esportiva ou submission. O país também teve sua própria versão da luta profissional, inspirada em parte pela lucha libre mascarada mexicana, no programa de televisão Telecatch nos anos 60. O termo telecatch costuma ser usado até hoje para diferenciar essa prática da luta livre esportiva.

## História
O catch-as-catch-can (luta de Lancashire) inicialmente teve proeminência como um esporte amador praticado pelos mineiros de carvão em Lancashire, Inglaterra, tendo particularmente um epicentro de popularidade na cidade de Wigan.
O catch wrestling foi mais popular, com os carnavais nos Estados Unidos da América durante o século XIX e início do século XX. Os lutadores do carnaval desafiavam os habitantes locais como parte do "show atlético" do carnaval e os moradores tinham sua chance de ganhar um prêmio em dinheiro se eles conseguissem derrotar o homem forte do carnaval por um pin ou uma submissão. Eventualmente, os lutadores do carnaval começou a se preparar para o pior tipo de luta desarmada, com o objetivo de acabar a luta com qualquer morador local, por mais difícil que fosse, de forma rapida e decisiva por submissão. Um hook era uma submissão técnica, que poderia terminar o combate em poucos segundos. Como os lutadores carnaval viajavam muito, eles se encontravam com uma variedade de pessoas, aprendendo e utilizando de técnicas de várias outras discipinas de wrestling tradicional, muitas dos quais eram acessíveis devido a um enorme afluxo de imigrantes nos Estados Unidos durante esta época.
Competições de catch wrestling também se tornaram imensamente populares na Europa, envolvendo a preferência dos campeões nacionais de wrestling indiano Grande Gama, Imam Baksh Pahalwan e Gulam da Índia, o campeão mundial dos pesos pesados búlgaro Dan Kolov, o campeão suíço John Lemm, os americanos Frank Gotch, Ralph Parcaut, Ad Santel, Ed Lewis e Benjamin Roller, Mitsuyo Maeda, do Japão, e o estoniano Georg Hackenschmidt. Viajando, lutadores e torneios europeus reuniram uma variedade de disciplinas de wrestling tradicional, incluindo a variedade indiana pehlwani, o judô e o jujutsu do Japão, entre outros. Cada uma dessas disciplinas contribuíram para o desenvolvimento do catch wrestling da sua própria maneira.
O impacto do catch wrestling no wrestling amador moderno também está bem estabelecido. No filme Catch: The Hold Not Taken, o norte-americano Dan Gable, medalha de ouro olímpico, fala que quando ele aprendeu a lutar como amador, o estilo era conhecido localmente (em Waterloo, Iowa) como catch as catch can. A tradição do wrestling de Iowa está enraizada no catch wrestling, sendo Farmer Burns e seu aluno Frank Gotch conhecidos como os avôs de wrestling em Iowa. O catch wrestling evoluiu para o estilo tradicional americano e o freestyle wrestling internacional.

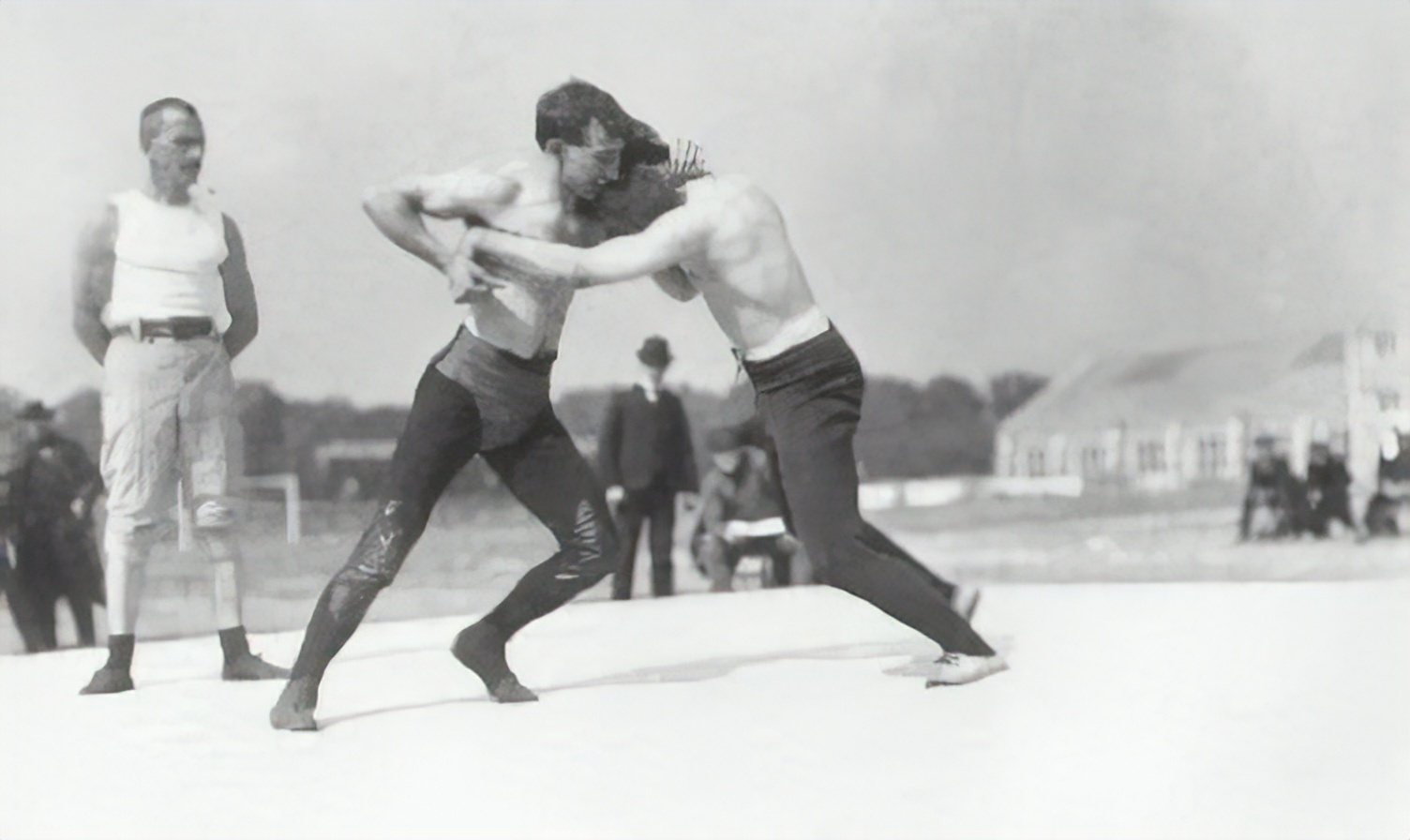
Catch (ou estilo livre retroativamente) wrestling nos Jogos Olímpicos de Verão de 1904

O wrestling voltou nos Jogos Olímpicos de Verão de 1904 em St. Louis, Estados Unidos, mas diferente das edições anteriores, o wrestling foi disputado sob regras catch-as-catch-can devido à popularidade desse estilo particular nos Estados Unidos. A competição dobrou como campeonato de wrestling da União Atlética Amadora dos Estados Unidos (AAU), que introduziu novas regras: era torneio mata-mata, com lutas de seis minutos de duração mais três minutos extras para prorrogação, caso não fosse registrado pinfall, um juiz proferiria a decisão final. Seis pesos de classe foram introduzidos e todas as submissões foram banidas. Em 1912, a Fédération Internationale des Luttes Associées (FILA) - atual United World Wrestling - foi fundada para organizar melhor a luta olímpica. Em 1921, a FILA estabeleceu as "regras do jogo" que regulavam e codificavam um novo conjunto de regras derivado de catch, o novo nome escolhido foi "freestyle wrestling", que parece ter sido uma tradução do francês lutte libre, que em si é o Tradução francesa de catch-as-catch-can. O nome foi escolhido para se distanciar do catch wrestling, que havia perdido reputação devido à ascensão do wrestling profissional. Em 1922, a AAU seguiu o exemplo e adotou o novo conjunto de regras de estilo livre, abandonando o catch-as-catch-can para suas competições amadoras.

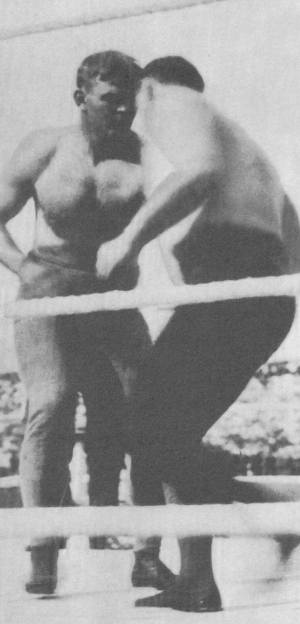
Luta profissional entre Frank Gotch e George Hackenschmidt, 1908

Na década de 1920, a maioria das competições de luta livre começaram a se tornar luta livre profissional predeterminada. À medida que o interesse pelas lutas profissionais começou a diminuir, os lutadores começaram a coreografar algumas de suas lutas para torná-las menos desgastantes fisicamente, mais curtas, com melhor fluxo, mais divertidas - dando ênfase a movimentos legíveis e mais impressionantes - e com maior foco no carisma pessoal dos lutadores, com a introdução de "gimmicks" (personas no ringue) e enredos dramáticos em torno das lutas. O "Gold Dust Trio", formado pelo campeão peso-pesado Ed "Strangler" Lewis, seu empresário Billy Sandow e seu colega Joseph "Toots" Mondt, são creditados por transformar o wrestling profissional em uma exibição pseudo-competitiva, ao introduzir a forma moderna de coreografaram luta livre cheia de ação que apelidaram de "slam bang western style", e um novo modelo de negócios onde o trio promoveria grandes shows em todo o país e manteria lutadores sob contratos de longo prazo, levando ao sucesso da parceria. Logo outros promotores seguiram o exemplo e a indústria mudou fundamentalmente.

## Características
É um estilo agressivo de luta que utiliza wrestling em combinação com joint locks e estrangulamentos para alcançar o resultado desejado. O objetivo do praticante de catch wrestling é utilizar suas habilidades de wrestling para levar o adversário para o chão, onde utilizará o controle de solo ou uma submissão para subjugá-lo. O praticante de catch wrestling vai tentar fazer isso o mais rápido possível.
A frase de Lancashire "catch as catch can" (lit. pegue como puder pegar) é geralmente entendido como "catch (a hold) anywhere you can" (lit. pegue (um apoio) em qualquer lugar que você puder). Em conseqüência disso, as regras do catch wrestling eram mais abertas do que sua contraparte greco-romana, que não permite agarramentos abaixo da cintura. Catch wrestlers podem ganhar uma partida por qualquer submissão ou pin, e a maior parte dos combates eram decididos com as duas melhores de três quedas. Freqüentemente, mas nem sempre, o estrangulamento era proibido. Assim como nos dias de hoje, "tapping out" significa uma concessão, no auge do catch wrestling rolamentos para as próprias costas também podiam significar a derrota. Frank Gotch ganhou muitos combates, forçando o adversário a rolar sobre as próprias costas com a ameaça de seu apoio.
Muitas das novas técnicas surgiram do cruzamento de intercâmbios culturais com os proponentes do jiu jitsu.
As regras do catch wrestling mudavam de local para local. Partidas contestadas com apostas nas minas de carvão ou em campos de extração de madeira favoreciam vitórias por submissão (onde não havia absolutamente nenhuma dúvida sobre quem foi o vencedor), enquanto combates profissionalmente reservados e competições amadoras favoreciam pins (atendendendo principalmente aos fãs pagantes mais requintados).

## Artes marciais

### Judô
Apesar do catch wrestling normalmente não incluir chutes e socos, ele é creditado como uma das três disciplinas envolvidas na série de confronto transcultural do século XX dos estilos de artes marciais, que ocorrem entre o lutador americano de catch wrestling Ad Santel e o japonês Tokugoro Ito, faixa preta de quinto grau em judô.
O combate, ocorrido em 1914, foi entre os dois principais representantes de seus respectivos ofícios, Santel era Campeão Mundial dos Meio Pesados em catch wrestling enquanto Ito alegou ser o Campeão Mundial de Judô. Santel derrotou Ito e proclamou-se Campeão Mundial de Judô.
A resposta do Kodokan de Jigoro Kano foi imediata e veio na forma de outro lutador, faixa preta de quarto grau, Daisuke Sakai. Santel, no entanto, novamente derrotou o representante de Judô Kodokan. O Kodokan tentou impedir o golpe recebido, enviando homens como o faixa preta de quinto grau Reijiro Nagata (que Santel derrotou por nocaute técnico). Santel também empatou com o faixa preta de quinto grau Hikoo Shoji. Os desafios pararam depois que Santel desistiu da alegação de ser o Campeão Mundial de Judô em 1921, a fim de prosseguir uma carreira no wrestling profissional em tempo integral. Embora Tokugoro Ito vingou-se da derrota para Santel com um estrangulamento, os representantes oficiais Kodokan mostraram-se incapazes de imitar o sucesso de Ito. Assim como Ito foi o único judoca japonês à superar Santel, Santel foi ironicamente o único ocidental catch wrestler que se tem registrada uma vitória sobre Ito, que também regularmente contestava outros estilos de luta.
O impacto dessas apresentações sobre o Japão foi imensa. Os japoneses ficaram fascinados com a forma europeia de catch wrestling, e um fluxo constante de lutadores japoneses viajaram para a Europa, a fim de participar de vários torneios ou para aprender catch wrestling em escolas europeias, como na Snake Pit de Billy Riley em Wigan, Inglaterra.

### Artes marciais misturadas
Karl Gotch foi um catch wrestler e um estudante da Snake Pit em Whelley, Wigan. No filme Catch: The Hold Not Taken, alguns lutadores que treinaram com Gotch em Wigan falam de seu fascínio com o estilo tradicional de wrestling de Lancashire, e como ele se inspirou para ficar e treinar no Snake Pit de Billy Riley depois de experimentar seus efeitos em primeira mão durante um show profissional em Manchester, Inglaterra. Após deixar Wigan, que mais tarde passou a ensinar o catch wrestling à wrestlers profissionais japoneses em 1970, incluindo Antonio Inoki, Tatsumi Fujinami, Hiro Matsuda, Osamu Kido, Satoru Sayama (Tiger Mask) e Yoshiaki Fujiwara. A partir de 1976, um desses lutadores profissionais, Inoki, organizou uma série de lutas de artes marciais misturadas contra campeões de outras disciplinas. Isto resultou numa popularidade sem precedentes de um confronto de estilos de lutas no Japão. Seus combates apresentavam movimentos de catch wrestling como o mata-leão, cross arm breaker, seated armbar, indian deathlock e keylock.
Os alunos de Karl Gotch formaram a original Universal Wrestling Federation (Japão) em 1984 que deu origem aos combates no estilo shoot. O movimento UWF foi liderado por lutadores de catch wrestling e deu origem ao boom de artes marciais misturadas no Japão. O destaque de Wigan, Billy Robinson, logo depois começou a treinar lenda do MMA Kazushi Sakuraba. O catch wrestling formou a base da arte marcial japonesa shoot wrestling. O wrestling profissional japonês e a maioria dos lutadores japoneses do pancrácio, shooto e do já extinto RINGS, tem ligações com o catch wrestling. Randy Couture, Kazushi Sakuraba, Kamal Shalorus, Takanori Gomi, e Josh Barnett, entre outros lutadores de artes marciais misturadas, estudaram o catch wrestling como seu estilo de primário de submissão.
O termo "no holds barred" (lit. sem rodeios) foi originalmente usado para descrever o método de catch wrestling prevalente em torneios de wrestling no final do século XIX onde "no wrestling holds" foram banidos da competição, indiferentemente de como eles podiam ser perigosos. O termo foi aplicado à combates de artes marciais misturadas, principalmente com o advento do Ultimate Fighting Championship.